# NGC 2787

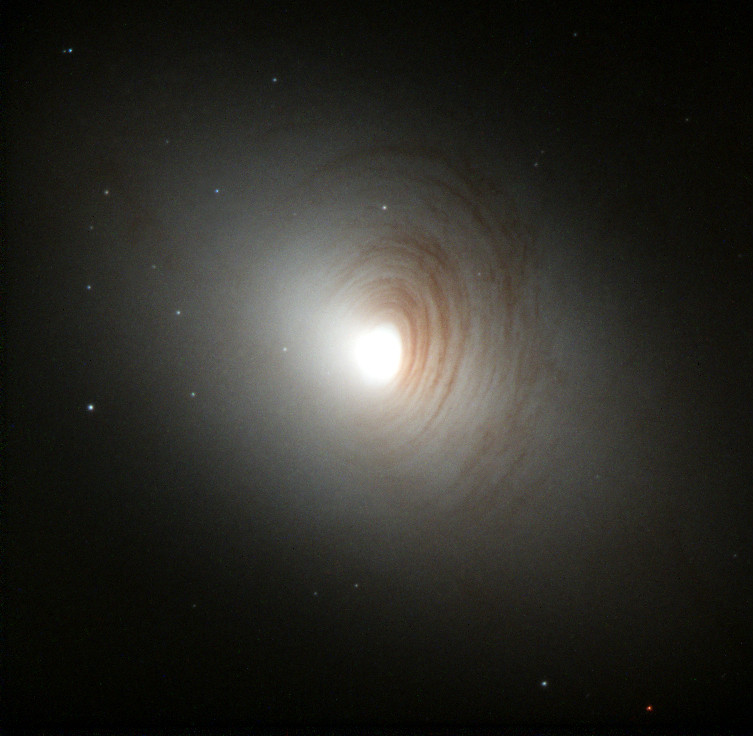
NGC 2787 par le télescope spatial Hubble. La présence d'une barre n'est pas visible sur cette photo, mais on voit très bien les anneaux.

NGC 2787 est une galaxie lenticulaire barrée à anneaux de type (SB(r)0+) située dans la constellation de la Grande Ourse. NGC 2787 a été découverte par l'astronome germano-britannique William Herschel en 1788.

## Caractéristiques
NGC 2787 est une galaxie LINER, c'est-à-dire dont le spectre d'émission du noyau galactique est caractérisé par de larges raies d'atomes faiblement ionisés — tels qu'O, O+, N+ et S+ — et des raies d'émission plus fines d'atomes fortement ionisés tels qu'O2+, Ne2+ et He+.

### Distance
Sa vitesse par rapport au fond diffus cosmologique est de 769 ± 10 km/s, ce qui correspond à une distance de Hubble de 11,4 ± 0,8 Mpc (∼37,2 millions d'al).
À ce jour, sept mesures non basées sur le décalage vers le rouge (redshift) donnent une distance de 22,344 ± 28,156 Mpc (∼72,9 millions d'al). Une des sept mesures égale à 85,5 Mpc est à l'origine de l'écart type supérieur à la moyenne de cet échantillon. Si on ne tient compte que des six autres mesures, on obtient une valeur de 11,818 ± 4,544 Mpc (∼38,5 millions d'al) ce qui est presque égal à la distance de Hubble. Notons cependant que c'est avec la valeur moyenne des mesures indépendantes, lorsqu'elles existent, que la base de données NASA/IPAC calcule le diamètre d'une galaxie et qu'ici cela donne une mauvaise valeur. 

### Morphologie
La présence d'une barre est visible sur l'image prise par l'étude DSS, mais elle est absente sur celle du télescope spatial Hubble. Inversement, les anneaux sont seulement visibles sur l'image prise par le télescope Hubble.

### Un double disque entourant le noyau
Grâce aux observations du télescope spatial Hubble, on a détecté deux disques de poussière autour du noyau de NGC 4371. La taille du demi-grand axe des deux disques est estimée à 100 pc (~325 années-lumière).

## Trou noir supermassif
Une étude a été réalisée en 2008 sur la dispersion des vitesses de 76 galaxies. La connaissance de la dispersion des vitesses permet de connaitre la présence d'un trou noir supermassif au centre d'une galaxie et d'en estimer sa masse. Selon cette étude, la masse du trou noir supermassif de NGC 2787 serait de 4,1+0,4
 −0,5 × 107 {\displaystyle M_{\odot }}.
Selon une autre étude publiée en 2009 et basée sur la vitesse interne de la galaxie mesurée par le télescope spatial Hubble, la masse du trou noir supermassif au centre de NGC 2787 serait comprise entre 17 et 82 millions de {\displaystyle M_{\odot }}.